# Gianna Paola Scaffidi
Gianna Paola Scaffidi (née le 15 mai 1954  à Florence, en Toscane) est une actrice italienne.

## Biographie
Gianna Paola Scaffidi est notamment connue pour son rôle de la grand-mère de Mario dans la série télévisée Mia and Me.

## Filmographie

### Cinéma
- Bleu électrique de Elfriede Gaeng (1988)
- Prima le donne e i bambini de Martina D'Anna (1990)
- Le Porteur de serviette (Il Portaborse) de Daniele Luchetti (1991)
- Body Puzzle de Lamberto Bava (1992)
- Alibi perfetto d'Aldo Lado (1992)
- Anche i commercialisti hanno un'anima de Maurizio Ponzi (1993)
- Bugie rosse de Pierfrancesco Campanella (1993)
- I mitici - Colpo gobbo a Milano de Carlo Vanzina (1994)
- Classe mista 3ª A de Federico Moccia (1996)
- La balena azzurra de Alessandro Cavalletti (1996)
- Cattive inclinazioni de Pierfrancesco Campanella (2003)
- Les Conséquences de l'amour (Le conseguenze dell'amore) de Paolo Sorrentino (2004)
- Tre metri sopra il cielo  (2004) de Luca Lucini
- Natale a Miami (2005) de Neri Parenti
- Il gioiellino d'Andrea Molaioli (2010)
- Stai lontana da me de Alessio Maria Federici (2013)

### Télévision
- Incantesimo 2 (1999-2000)
- Un medico in famiglia (2003) : Sig.ra Fontana, madre di Carlotta
- Orgoglio (2004-2006)
- Provaci ancora prof (2005) de Rossella Izzo
- Il Giudice Mastrangelo 2 (2007) de Enrico Oldoini
- Senza via d'uscita - Un amore spezzato (2007) de Giorgio Serafini
- Incantesimo 9 (2007) : Rebecca Mauri - Soap Opera - Rai Uno
- Boris (2007) de Luca Vendruscolo : Ada De Silvestri - Sit-com - Fox
- Una sera d'ottobre (2009) de Vittorio Sindoni : Bianca Bettoni.
- Mia and Me (2011-in corso) : Franca